# 切爾奇克
49°53′32″N 23°23′5″E / 49.89222°N 23.38472°E
切爾奇克（烏克蘭語：Черчик），是烏克蘭的村落，位於該國西部利沃夫州，由亞沃里夫區負責管轄，始建於1590年，面積1.12平方公里，海拔高度240米，2001年人口889，人口密度每平方公里793.75人。